# Меди Бенатија
Меди Амин ел Бутаки Бенатија (арап. المهدي أمين بن عطية المتقي‎‎; фр. Medhi Benatia); Куркурон, 17. април 1987) професионални је марокански фудбалер који примарно игра у одбрани на позицији централног  бека.
Године 2013. проглашен је за најбољег фудбалера Марока. 

## Клупска каријера
Меди Бенатија је рођен у месту Куркурон у околини Париза, у мешовитој мароканско-алжирској породици. Прошао је комплетан развојни програм фудбалског клуба Олимпик из Марсеља са којим је потписао и прву професионални уговор у каријери. Током трајања двогодишњег уговора са екипом из Марсеља играо је као позајмљен играч за екипе Тура и Лорјана. Потом две сезоне игра за друголигашки Клермон, у ком стиче статус стандардног првотимца, а потом у јулу 2010. као слободан играч потписује двогодишњи уговор са италијанским Удинезеом са којим је три сезоне играо у Серији А. 
У јулу 2013. потписује петогодишњи уговор са Ромом вредан 13,5 милиона евра, а захваљујући одличној сезони у којој је за римски тим одиграо 37 утакмица и постигао 5 голова скренуо је на себе пажњу највећих европских клубова. У лето 2014. за 28 милиона евра потписује петогодишњи уговор са минхенским Бајерном. Упркос петогодишњем уговору, за Бајерн игра тек две сезоне, а потом у јулу 2016. враћа се у Италију, прво као позајмљен играч у Јувентусу, који потом и откупљује његов уговор од Бајерна за суму од 17 милиона евра. 
2019. прелази у Ал Духајл, фудбалски клуб из Катара за суму од 8 милиона евра (плус 2 милиона у бонусима).

## Репрезентативна каријера
Бенатија је своју репрезентативну каријеру започео као играч репрезентације Француске за чију У17 репрезентацију је током 2005. одиграо једну утакмицу.
Потом се одлучио за репрезентацију Марока за коју је дебитовао 19. новембра 2008. у пријатељској утакмици са селекцијом Замбије. У наредном периоду постаје стандардним репрезентативцем своје земље и игра на свим значајнијим такмичењима на која се Мароко квалификовао, укључујући и Светско првенство 2018. у Русији где је Бенатија имао улогу капитена тима. 

### Голови за репрезентацију
| №  | Датум              | Место   | Ривал           | Голови | Резултат | Такмичење                                  |
| -- | ------------------ | ------- | --------------- | ------ | -------- | ------------------------------------------ |
| 1. | 4. јун 2011.       | Маракеш | Алжир           | 1:0    | 4:0      | Квалификације за Куп афричких нација 2012. |
| 2. | 11. новембар 2017. | Абиџан  | Обала Слоноваче | 2:0    | 2:0      | Квалификације за СП 2018.                  |

## Успеси и признања
ФК Бајерн Минхен
- Бундеслига (2): 2014/15, 2015/16.
- Немачки куп (1): 2015/16.

 ФК Јувентус
- Серија А (2): 2016/17, 2017/18.
- Копа Италија (2): 2016/17, 2017/18.

Индивидуална признања
- Најбољи играч Марока: 2013.